# Servius Cornelius Scipio Salvidienus Orfitus (Suffektkonsul)
Servius Cornelius Scipio Salvidienus Orfitus stammte aus einer patrizischer Familie und war ein römischer Politiker und Senator. 
Er war ein Sohn des gleichnamigen Konsuls des Jahres 51, Servius Cornelius Scipio Salvidienus Orfitus. Höhepunkt seiner Karriere war ein Suffektkonsulat, das nicht mehr genau zu datieren ist, möglicherweise vor dem Jahr 82. Laut Sueton wurde er wegen versuchten Umsturzes (molitor rerum novarum) von Kaiser Domitian zunächst auf eine Insel verbannt und dann dort getötet. Sein gleichnamiger Sohn Servius Cornelius Scipio Salvidienus Orfitus wurde 110 während der Herrschaft Trajans ebenfalls Konsul.